# Dzoidjou
Dzoidjou  est une ville de l'union des Comores, situé sur l'île de Grande Comore. En 2012, sa population est estimée à 2000 habitants